# Powiat Gnesen
Powiat Gnesen (niem. Landkreis Gnesen, Kreis Gnesen; pol. powiat gnieźnieński) – dawny powiat pruski (1793–1807 i 1815–1920). Siedzibą władz powiatu było miasto Gniezno (Gnesen).

## Historia
Tereny dawnego powiatu po II rozbiorze Polski od 1793 do 1807 należały do pruskiej prowincji Prusy Południowe jako powiat Gnesen. Następnie (1807-1815) wszedł w skład Księstwa Warszawskiego. Ponownie w Prusach od 1815. 1 lipca 1816 przyłączono do niego część powiatu powidzkiego (z Trzemesznem, Witkowem, Powidzem i Mielżynem), która nie weszła ponownie w skład Prus. Od 1818 do 1918 (formalnie do 1920) w granicach rejencji bydgoskiej w Prowincji Poznańskiej. 1 października 1887 z południowo-wschodniej części powiatu o powierzchni 588 km² utworzono powiat Witkowo. 27 grudnia 1918 podczas powstania wielkopolskiego Polacy zajęli miasto i powiat Gniezno. Traktat wersalski usankcjonował ten stan rzeczy, włączając powiat do Polski.
Teren dawnego powiatu należy obecnie do Polski stanowiąc część województwa wielkopolskiego.
1 stycznia 1908 w skład powiatu wchodziły:
- dwa miasta: Gniezno (Gnesen) i Kłecko (Kletzko)
- 87 gmin
- 53 obszary dworskie